# Okręg wyborczy Hereford
Okręg wyborczy Hereford powstał w 1295 r. i wysyłał do angielskiej, a następnie brytyjskiej, Izby Gmin dwóch deputowanych. W 1885 r. liczbę mandatów przypadających na okręg zmniejszono do jednego. Okręg obejmował miasto Hereford. Został zlikwidowany w 2010 r.

## Deputowani do brytyjskiej Izby Gmin z okręgu Hereford

### Deputowani w latach 1295–1660
- 1572–1598: Gregory Price
- 1597–1611: Anthony Pembridge
- 1604–1611: John Hoskins
- 1614: John Warden
- 1621–1622: James Rode
- 1621–1622: Richard Weaver
- 1625–1629: John Scudamore, 1. wicehrabia Scudamore
- 1640–1642: Richard Weaver
- 1640–1644: Richard Seaborne
- 1642–1643: James Scudamore
- 1646–1648: Bennet Hoskyns
- 1646–1653: Edmund Weaver
- 1654–1656: Bennet Hoskyns
- 1656–1659: Wroth Rogers
- 1659–1659: Nathan Rogers
- 1659–1659: Roger Bosworth

### Deputowani w latach 1660–1885
- 1660–1661: Herbert Westfaling
- 1660–1660: Roger Bosworth
- 1660–1662: Henry Lingen
- 1661–1661: Edward Hopton
- 1661–1679: Herbert Westfaling
- 1662–1673: Roger Vaughan
- 1673–1679: John Scudamore, 2. wicehrabia Scudamore
- 1679–1681: Bridstock Harford
- 1679–1685: Paul Foley, wigowie
- 1681–1689: Herbert Aubrey
- 1685–1689: Thomas Geers
- 1689–1689: William Gregory
- 1689–1699: Paul Foley, wigowie
- 1689–1695: Henry Cornewall
- 1695–1698: James Morgan
- 1698–1715: James Brydges
- 1699–1701: Samuel Pytts
- 1701–1722: Thomas Foley
- 1715–1717: James Scudamore, 3. wicehrabia Scudamore
- 1717–1727: Herbert Rudhale Westfaling
- 1722–1723: William Mayo
- 1723–1727: James Wallwyn
- 1727–1734: Henry Brydges, markiz Carnarvon
- 1727–1734: Thomas Geers
- 1734–1741: Thomas Foley
- 1734–1741: John Morgan
- 1741–1747: Edward Cope Hopton
- 1741–1747: Thomas Geers Winford
- 1747–1754: Henry Cornewall
- 1747–1754: Daniel Leighton
- 1754–1768: Charles FitzRoy-Scudamore
- 1754–1764: John Symons, torysi
- 1764–1796: John Scudamore
- 1768–1784: Richard Symons
- 1784–1784: Charles Howard, hrabia Surrey, wigowie
- 1784–1785: Robert Philipps
- 1785–1800: James Walwyn
- 1796–1805: John Scudamore młodszy
- 1800–1819: Thomas Powell Symonds
- 1805–1818: Richard Philip Scudamore
- 1818–1832: John Somers-Cocks, wicehrabia Eastnor
- 1819–1826: Richard Philip Scudamore
- 1826–1845: Edward Bolton Clive, wigowie
- 1832–1837: Robert Biddulph, wigowie
- 1837–1841: Daniel Higford Davall Burr, Partia Konserwatywna
- 1841–1841: Henry William Hobhouse, wigowie
- 1841–1847: Robert Pulsford, wigowie
- 1845–1857: Robert Price, wigowie
- 1847–1865: Henry Morgan-Clifford, Partia Liberalna
- 1857–1869: George Clive, Partia Liberalna
- 1865–1868: Richard Baggallay, Partia Konserwatywna
- 1868–1869: John William Shaw Wylie, Partia Liberalna
- 1869–1871: Edward Henry Clive, Partia Liberalna
- 1869–1874: Chandos Wren-Hoskyns, Partia Liberalna
- 1871–1874: George Arbuthnot, Partia Konserwatywna
- 1874–1878: Evan Pateshall, Partia Konserwatywna
- 1874–1880: George Clive, Partia Liberalna
- 1878–1880: George Arbuthnot, Partia Konserwatywna
- 1880–1885: Joseph Pulley, Partia Liberalna
- 1880–1885: Robert Reid, Partia Liberalna

### Deputowani w latach 1885-2010
- 1885–1886: Joseph Pulley, Partia Liberalna
- 1886–1892: Joseph Russell Bailey, Partia Konserwatywna
- 1892–1893: William Grenfell, Partia Liberalna
- 1893–1900: Charles Wallwyn Radcliffe Cooke, Partia Konserwatywna
- 1900–1912: John Stanhope Arkwright, Partia Konserwatywna
- 1912–1918: William Hewins, Partia Konserwatywna
- 1918–1921: Charles Thornton Pulley, Partia Konserwatywna
- 1921–1929: Samuel Roberts, Partia Konserwatywna
- 1929–1931: Frank Owen, Partia Liberalna
- 1931–1956: James Thomas, Partia Konserwatywna
- 1956–1974: David Gibson-Watt, Partia Konserwatywna
- 1974–1997: Colin Shepherd, Partia Konserwatywna
- 1997–2010: Paul Keetch, Liberalni Demokraci